# Kostel svatého Petra a Pavla (Velký Újezd)
Kostel svatého Petra a Pavla je farní kostel v římskokatolické farnosti Velký Újezd u Jemnice, nachází se vedle hřbitova a je chodbou spojen s památkově chráněnou farní budovou se zemědělským dvorem a naproti domovu pro seniory Velký Újezd. Součástí kostela je socha ve výklenku nad kostelním portálem.

## Historie
Kostel byl postaven mezi lety 1859 a 1861.